# 马茨·奥尔松
马茨·奥尔松（瑞典語：Mats Olsson，1960年1月12日—），瑞典男子手球运动员。他曾代表瑞典参加1984年、1988年、1992年和1996年夏季奥林匹克运动会手球比赛，共获得二枚银牌。